# Język nyali
Język nyali – język z rodziny bantu, używany w Demokratycznej Republice Konga i Ugandzie. W 1980 roku liczba mówiących wynosiła ok. 12 tysięcy.